# おかずのクッキング
『おかずのクッキング』は、かつてテレビ朝日と一部の系列局で放送されていた料理番組シリーズ。48年に渡って放送されていた長寿番組でもある。

## 概要
日本教育テレビ(NET)時代の1974年4月に放送を開始。当初は土井勝が司会を務め、『土井勝の紀文おかずのクッキング』 と題された5分間の帯番組であり、家庭でも簡単に作れる料理レシピを土井勝のわかりやすく親しみのある口調と実演を交えて展開した。その後、土井勝の体調不良（1995年3月に死去）により、次男の土井善晴に司会を譲る。交代後しばらくは、土井勝の時代と同じく5分の帯番組だったが、2000年10月から最終回までは毎週1回25分番組となって放送。なお、1970年代の一時期、テレビ朝日では、「土井勝テレビお料理教室」という兄弟番組的な番組も放送されていた。
30分番組になってからはテレビ朝日のアナウンサーをアシスタントに迎え、番組終了時点のアシスタントは堂真理子（2018年12月2日～）。
2009年3月までは、『ちい散歩』の木曜日にもミニコーナーとして内包されていた。同年4月からは金曜日11:00 - 11:25枠への移動、および『ちい散歩』金曜日の放送時間延長に伴い、コーナーは終了となった。なお『ちい散歩』が終了 し『若大将のゆうゆう散歩』に替わっても2012年9月28日まで金曜日の放送終了（10時59分）とともに、そのまま本番組に接続（いわゆるステブレレス編成）する方式をとっていた が、後述の枠移動および『若大将のゆうゆう散歩』の時間枠縮小により解消となった。
2012年10月より、関東地区では土曜日5:25 - 5:50の枠へ移動、同時に2009年夏から月に1回程度で登場していた渡辺宜嗣（当時テレビ朝日アナウンサー）が卒業した。同年10月6日に放送枠移動と同時にオープニングが変更された。
2017年10月より、『日本のチカラ』を土曜日5:20 - 5:50枠に移動して放送することになったため、本番組は30分繰り上げの4:55 - 5:20に変更。
2022年4月改編で、同年3月26日をもって番組が終了。これに伴いテキスト最終号となる2・3月号で廃刊となる。これにより1974年4月から『土井勝の紀文おかずのクッキング』として開始した『おかずのクッキング』シリーズは48年の放送に幕を閉じた。現在、CS放送の『テレ朝チャンネル2』にて過去の放送分が再放送されている。
同改編では、1995年4月からテレビ朝日系列で放送してきた『上沼恵美子のおしゃべりクッキング』（朝日放送テレビ制作）も、2022年4月1日をもって番組を終了した。

## タイトル変遷
前述の通り、開始当初は『土井勝の紀文おかずのクッキング』であったが、紀文がスポンサーから撤退した後は『土井勝のおかずのクッキング』となる。土井善晴が司会に就任してからも、土井勝存命時は『土井勝の…』のままであった（この時点で土井善晴は代役扱いだった）。
土井勝亡き後は司会者冠が外れ、『おかずのクッキング』となるが、後に象印マホービンがスポンサーとして加わると同時に、司会者冠が復活し、『土井善晴おかずのクッキング』として放送された。
30分番組への移行と同時に『週刊おかずのクッキング』に改題されたが、その後『週刊』が取れて『おかずのクッキング』となり、前述の通り2022年3月26日をもって終了した。

## 番組構成
30分番組になってから2011年までは、番組の後半を土井善晴以外の料理研究家・シェフが週替わりで担当していた。（ただし、相手役が渡辺の回では土井が全編を担当する）。2012年からはフォーマットが若干変更され、土井善晴以外の料理研究家・シェフの出演は中盤となり、渡辺の回でも竹内由恵の回と同じフォーマットとなったが、竹内から久冨に交代した2012年10月からは、前半に土井・アシスタントコンビ、後半は料理研究家やシェフが出演する構成となった。

## 出演者

### 放送終了時点の出演者
以下、2018年12月現在。
メインキャスト
- 土井善晴（料理研究家、初代メインキャストの土井勝の次男、1993年4月 -）
- 堂真理子（テレビ朝日アナウンサー、2018年12月2日 - ）

ナレーター
- 島本真衣（ナレーター、テレビ朝日アナウンサー、2015年4月4日 - ）

ゲスト料理家
比較的出演回数の多く、公式サイトで紹介されている料理人・料理研究家を列挙する。
- コウケンテツ
- 笠原将弘
- 柳原尚之
- 浜内千波
- ウー・ウェン
- 鈴木薫
- 青江覚峰
- 大原千鶴
- 堀知佐子

※小田真規子、片岡護、林幸子、生田與克、熊谷喜八などが担当していたこともある。

### 過去のレギュラー出演者
| 期間       | 期間       | メインキャスト | メインキャスト | メインキャスト |
| ---------- | ---------- | -------------- | -------------- | -------------- |
| 1974.4.1   | 1993.3.31  | 土井勝         |                |                |
| 1993.4.1   | 2000.9.29  | 土井善晴       |                |                |
| 2000.10.7  | 2002.3.30  | 土井善晴       | 磯野貴理子     | 櫻井健介       |
| 2002.4.6   | 2004.3.27  | 土井善晴       | 磯野貴理子     |                |
| 2004.4.3   | 2005.3.26  | 土井善晴       | 吉本多香美     |                |
| 2005.4.2   | 2006.8.26  | 土井善晴       | 龍円愛梨       |                |
| 2006.9.2   | 2009.3.28  | 土井善晴       | 久保田直子     |                |
| 2009.4.3   | 2011.4.1   | 土井善晴       | 久保田直子     | 渡辺宜嗣       |
| 2011.4.8   | 2012.9.28  | 土井善晴       | 竹内由恵       | 渡辺宜嗣       |
| 2012.10.6  |            | 土井善晴       | 竹内由恵       |                |
| 2012.10.13 | 2018.11.24 | 土井善晴       | 久冨慶子       |                |
| 2018.12.2  | 2022.3.26  | 土井善晴       | 堂真理子       |                |

- 村上祐子（ナレーター、当時テレビ朝日アナウンサー - 2011年4月8日まで）
- 佐分千恵（ナレーター、当時テレビ朝日アナウンサー、2011年4月15日 - 2014年7月12日）
- 野村真季（ナレーター、テレビ朝日アナウンサー、2014年7月19日 - 2015年3月28日）

## スタッフ
- 料理企画 - 土井善晴
- 構成 - 大名祥子
- 技術協力 - テイクシステムズ、テレテック、Jihosonic
- 美術協力 - テレビ朝日クリエイト
- 協力 - 象印マホービン、日立グローバルライフソリューションズ
- セット協力 - 日本ハウスホールディングス、クリナップ
- 衣装協力 - Afternoon Tea LIVING、FERMATA
- 器協力 - 諸國民藝たくみ、暮らしのうつわ花田
- フラワーアレンジ - 杉なまこ
- 料理製作 - おいしいもの研究所
- プロデューサー - 加藤佳子（テレビ朝日）、竹花泰之（テレビ朝日映像）
- 制作協力 - テレビ朝日映像（ViViA）
- 制作 - テレビ朝日

### 過去のスタッフ
- セット協力 - INAX、筑波産商
- 衣装協力 - clear
- 器協力 - 兵左衛門

## テーマ曲
「おかずのうた」
番組テーマ曲としてエンディングで使用。
- 作詞：芳賀正光
- 作曲・編曲：織田哲郎
- 唄：おかず君（番組オリジナルキャラクター）
  - 2011年頃～2012年まで。2012年9月28日まではオープニングにも使用されていた。

「Here Comes The Sun」（ビートルズ）
番組テーマ曲としてオープニング・エンディングで使用。2012年9月28日からオープニングで、2012年10月6日からはエンディングでも使用。
「まほうのあじ」
- 作曲・編曲：宇宙慧

## ネット局
- この番組はBS朝日やCS放送でも放送されていた他、一部のANN系列局にも時差ネットされていた。土・日曜の早朝に放送されている地域で当該時間帯にスポーツ中継が放送される場合は、テレビ朝日は『ワールドプロレスリング』の直後枠に22時間繰り下げて放送された他、他のネット局では休止または別の時間に変更となっていた。
- テレビ朝日など一部ネット局では時刻表示を行っていたが、番組送出ではなく各局別の送出となっていた。

### 放送終了時点のネット局
| 放送対象地域 | 放送局                    | 系列                          | 放送曜日・時間          | 遅れ       | 備考      |
| ------------ | ------------------------- | ----------------------------- | ----------------------- | ---------- | --------- |
| 関東広域圏   | テレビ朝日（EX）          | テレビ朝日系列                | 土曜 4:55 - 5:20        | 制作局     | 制作局    |
| 岩手県       | 岩手朝日テレビ（IAT）     | テレビ朝日系列                | 土曜 6:00 - 6:30        | 遅れネット | [ 注 8 ]  |
| 近畿広域圏   | 朝日放送テレビ（ABC TV）  | テレビ朝日系列                | 日曜 5:25 - 5:50        | 遅れネット | [ 注 10 ] |
| 山口県       | 山口朝日放送（yab）       | テレビ朝日系列                | 水曜 11:10 - 11:35      | 遅れネット |           |
| 沖縄県       | 琉球朝日放送 （QAB）      | テレビ朝日系列                | 月曜 2:00 - 2:25        | 遅れネット | [ 注 11 ] |
| 富山県       | チューリップテレビ（TUT） | TBS系列                       | 金曜 9:55 - 10:20       | 遅れネット | [ 注 12 ] |
| 福井県       | 福井放送（FBC）           | 日本テレビ系列 テレビ朝日系列 | 月曜 10:25 - 10:50      | 遅れネット |           |
| 日本全国     | BS朝日                    | BS放送                        | 金曜 5:00 - 5:25        | 遅れネット |           |
| 日本全国     | テレ朝チャンネル1         | CS放送                        | 日曜 7:00 - 7:25        | 遅れネット |           |
| 日本全国     | テレ朝チャンネル2         | CS放送                        | 月曜 - 金曜 7:30 - 7:55 | 遅れネット |           |

### 過去のネット局
※系列は現在の系列。
| 放送対象地域   | 放送局           | 系列           | 備考 |
| -------------- | ---------------- | -------------- | --- |
| 静岡県         | 静岡放送         | TBS系列        | 1980年7月時点で『紀文・土井勝のテレビお料理教室』のタイトルで放送 静岡けんみんテレビ（現：静岡朝日テレビ）開局後も放送（移行時期不明）                    |
| 近畿広域圏     | 毎日放送         | TBS系列        | 1975年3月まで 放送当時はNET（現：テレビ朝日）系列局 腸捻転解消に伴うネット終了                                                                            |
| 長野県         | テレビ信州       | 日本テレビ系列 | 1991年3月まで 放送当時はテレビ朝日系列とのクロスネット クロスネット解消で長野朝日放送へ移行                                                               |
| 富山県         | 北日本放送       | 日本テレビ系列 | 1991年9月時点で月曜 - 金曜 13:55 - 14:00に帯放送されていた。                                                                                              |
| 北海道         | 北海道テレビ     | テレビ朝日系列 | 2000年9月まで 1999年12月時点で月曜 - 金曜 10:50 - 10:55に帯放送されていた                                                                                 |
| 広島県         | 広島ホームテレビ | テレビ朝日系列 | 2000年9月まで |
| 香川県・岡山県 | 瀬戸内海放送     | テレビ朝日系列 | 2008年12月まで |
| 徳島県         | 四国放送         | 日本テレビ系列 | 2008年12月まで |
| 大分県         | 大分朝日放送     | テレビ朝日系列 | 2009年3月まで |
| 福岡県         | 九州朝日放送     | テレビ朝日系列 | 2009年9月まで |
| 長野県         | 長野朝日放送     | テレビ朝日系列 | 1991年4月開局から2012年9月まで |
| 秋田県         | 秋田朝日放送     | テレビ朝日系列 | 2013年3月まで |
| 山形県         | 山形テレビ       | テレビ朝日系列 | 1993年4月から 1993年4月時点で月曜 - 金曜14:50 - 14:55に放送 単独番組としては2013年3月まで                                                                 |
| 福島県         | 福島放送         | テレビ朝日系列 | 2013年3月まで |
| 新潟県         | 新潟テレビ21     | テレビ朝日系列 | 1983年10月開局から。 1995年9月から（金曜は同年10月から）『小野沢裕子のいきいきワイド』に内包されていた。 単独番組としては2000年10月6日から2015年3月まで。 |
| 石川県         | 北陸朝日放送     | テレビ朝日系列 | 2015年9月まで |
| 中京広域圏     | メ〜テレ         | テレビ朝日系列 | 2016年9月まで |
| 静岡県         | 静岡朝日テレビ   | テレビ朝日系列 | 打ち切り時期不明 旧称・静岡けんみんテレビ |
| 沖縄県         | 琉球放送         | TBS系列        | 1995年9月まで |

## テキスト
この番組と連動したテキスト「おかずのクッキング」が年間6冊（隔月刊、2ヶ月に1冊）発刊されている。番組内で紹介した料理のほか、テキストだけのオリジナルレシピも掲載されていた。年間定期購読に関しては2012年9月まではテレビ朝日ショッピングで受け付けていたが、同年10月以降は富士山マガジンサービスに受付先が変更された。前述の通り放送終了に伴い2022年2・3月号で廃刊された。